# Campeonato Europeo de la UEFA Sub-19 2017
El Campeonato de Europa Sub-19 de la UEFA de 2017 fue la XVI edición del Campeonato de Europa Sub-19, organizado por la UEFA, máximo organismo del fútbol europeo. Georgia fue elegida como sede para la fase final de la competición, que se llevó a cabo entre el 2 y el 15 de julio de 2017. Fueron elegibles solamente jugadores nacidos luego del 1 de enero de 1998.
Inglaterra alcanzó su primer título en la competencia luego de derrotar en el partido decisivo a Portugal, completando una campaña con puntaje ideal tras haber ganado sus cinco encuentros desde la Fase de grupos hasta la final.

## Organización

### Sedes
Tres estadios fueron designados como sedes del campeonato.
| Gori                         | Tiflis                     | Tiflis                 |
| ---------------------------- | -------------------------- | ---------------------- |
| Distrito de Gori (UTC+04:00) | Tiflis (UTC+04:00)         | Tiflis (UTC+04:00)     |
| Estadio Tengiz Burjanadze    | Estadio David Petriashvili | Estadio Mikheil Meskhi |
| Capacidad: 5 000             | Capacidad: 3 000           | Capacidad: 27 223      |
|                              |                            |                        |

### Lista de árbitros
Un total de 6 árbitros, 8 árbitros asistentes y 2 cuartos árbitros fueron designados para la fase final del campeonato. 
| Árbitros - Mads-Kristoffer Kristoffersen - Davide Massa - Ola Hobber Nilsen - Sergey Lapochkin - Srdjan Jovanović - Ali Palabiyik Cuartos árbitros - Giorgi Kruashvili - George Vadachkoria | Árbitros asistentes - Denis Rexha - Yury Khomchanka - Thibaud Nijssen - Silver Koiv - Balázs Buzás - Graeme Stewart - Daniel Da Costa - Igor Alokhin |

## Equipos participantes
La fase de clasificación comenzó el 4 de octubre y finalizó el 15 de noviembre de 2016. La ronda élite se disputó entre el 22 y el 28 de marzo de 2017. Siete selecciones clasificaron para la fase final del torneo a través del mencionado proceso clasificatorio, mientras que Georgia clasificó automáticamente por ser el país organizador.
El sorteo de la fase final se realizó el 13 de abril de 2017 en Tiflis, Georgia.
| Equipos participantes | Equipos participantes | Equipos participantes | Equipos participantes |
| --------------------- | --------------------- | --------------------- | --------------------- |
| Alemania              | Georgia               | Países Bajos          | República Checa       |
| Bulgaria              | Inglaterra            | Portugal              | Suecia                |

## Fase de grupos
- Los horarios son correspondientes a la hora local de Georgia (UTC+4).

### Grupo A
| Selección       | Pts | PJ | PG | PE | PP | GF | GC | Dif |
| --------------- | --- | -- | -- | -- | -- | -- | -- | --- |
| Portugal        | 7   | 3  | 2  | 1  | 0  | 5  | 3  | 2   |
| República Checa | 6   | 3  | 2  | 0  | 1  | 5  | 3  | 2   |
| Georgia         | 3   | 3  | 1  | 0  | 2  | 2  | 4  | -2  |
| Suecia          | 1   | 3  | 0  | 1  | 2  | 4  | 6  | -2  |

| 2 de julio de 2017 | Suecia       | 1:2 (0:1) | República Checa | Estadio Mikheil Meskhi, Tiflis |                              |
| 15:30 (UTC+4)      | Gyökeres 77' | Reporte   | Turyna 42' 55'  | Árbitro(s): Sergei Lapochkin   | Árbitro(s): Sergei Lapochkin |

| 2 de julio de 2017 | Georgia | 0:1 (0:0) | Portugal             | Estadio Tengiz Burjanadze, Gori |                          |
| 18:00 (UTC+4)      |         | Reporte   | Rui Pedro 66' (pen.) | Árbitro(s): Davide Massa        | Árbitro(s): Davide Massa |

| 5 de julio de 2017 | Georgia                         | 2:1 (2:0) | Suecia       | Estadio Mikheil Meskhi, Tiflis |                              |
| 15:30 (UTC+4)      | Kokhreidze 3' · Chakvetadze 31' | Reporte   | Gyökeres 47' | Árbitro(s): Srdjan Jovanović   | Árbitro(s): Srdjan Jovanović |

| 5 de julio de 2017 | República Checa | 1:2 (1:1) | Portugal                        | Estadio David Petriashvili, Tiflis |                           |
| 18:00 (UTC+4)      | Graiciar 40'    | Reporte   | Mesaque Dju 35' · Rui Pedro 74' | Árbitro(s): Ali Palabıyık          | Árbitro(s): Ali Palabıyık |

| 8 de julio de 2017 | Portugal                                 | 2:2 (0:1) | Suecia                      | Estadio Tengiz Burjanadze, Gori |                               |
| 18:00 (UTC+4)      | Rafael Leão 70' · João Filipe 87' (pen.) | Reporte   | Gyökeres 43' · Karlsson 61' | Árbitro(s): Ola Hobber Nilsen   | Árbitro(s): Ola Hobber Nilsen |

| 8 de julio de 2017 | República Checa           | 2:0 (1:0) | Georgia | Estadio Mikheil Meskhi, Tiflis            |                                           |
| 18:00 (UTC+4)      | Šašinka 45+1' · Holík 70' | Reporte   |         | Árbitro(s): Mads-Kristoffer Kristoffersen | Árbitro(s): Mads-Kristoffer Kristoffersen |

### Grupo B
| Selección    | Pts | PJ | PG | PE | PP | GF | GC | Dif |
| ------------ | --- | -- | -- | -- | -- | -- | -- | --- |
| Inglaterra   | 9   | 3  | 3  | 0  | 0  | 7  | 1  | 6   |
| Países Bajos | 4   | 3  | 1  | 1  | 1  | 5  | 3  | 2   |
| Alemania     | 3   | 3  | 1  | 0  | 2  | 5  | 8  | -3  |
| Bulgaria     | 1   | 3  | 0  | 1  | 2  | 1  | 6  | -5  |

| 3 de julio de 2017 | Bulgaria | 0:2 (0:1) | Inglaterra               | Estadio Mikheil Meskhi, Tiflis |                               |
| 15:30 (UTC+4)      |          | Reporte   | Mount 1' · Sessegnon 48' | Árbitro(s): Ola Hobber Nilsen  | Árbitro(s): Ola Hobber Nilsen |

| 3 de julio de 2017 | Alemania   | 1:4 (0:0) | Países Bajos                   | Estadio David Petriashvili, Tiflis        |                                           |
| 18:00 (UTC+4)      | Barkok 46' | Reporte   | Piroe 49' 65' 79' · Grot 90+1' | Árbitro(s): Mads-Kristoffer Kristoffersen | Árbitro(s): Mads-Kristoffer Kristoffersen |

| 6 de julio de 2017 | Inglaterra   | 1:0 (0:0) | Países Bajos | Estadio Mikheil Meskhi, Tiflis |                          |
| 15:30 (UTC+4)      | Brereton 84' | Reporte   |              | Árbitro(s): Davide Massa       | Árbitro(s): Davide Massa |

| 6 de julio de 2017 | Alemania                                          | 3:0 (2:0) | Bulgaria | Estadio Tengiz Burjanadze, Gori |                              |
| 18:00 (UTC+4)      | Amenyido 10' · Gül 19' (pen.) · Friede 54' (pen.) | Reporte   |          | Árbitro(s): Sergei Lapochkin    | Árbitro(s): Sergei Lapochkin |

| 9 de julio de 2017 | Países Bajos | 1:1 (0:0) | Bulgaria  | Estadio Tengiz Burjanadze, Gori |                              |
| 18:00 (UTC+4)      | Kongolo 50'  | Reporte   | Rusev 55' | Árbitro(s): Srdjan Jovanović    | Árbitro(s): Srdjan Jovanović |

| 9 de julio de 2017 | Inglaterra                                  | 4:1 (0:0) | Alemania        | Estadio David Petriashvili, Tiflis |                           |
| 18:00 (UTC+4)      | Brereton 52' (pen.) 64' · Sessegnon 80' 84' | Reporte   | Warschewski 76' | Árbitro(s): Ali Palabıyık          | Árbitro(s): Ali Palabıyık |

## Fase de eliminatorias

### Cuadro de desarrollo
|  | Semifinales          | Semifinales |                    |   | Final | Final |
|  |                      |             |                    |   |       |       |
|  | 12 de julio – Tiflis |             |                    |   |       |       |
|  |                      |             |                    |   |       |       |
|  | Portugal             | 1           |                    |   |       |       |
|  | Portugal             | 1           | 15 de julio – Gori |   |       |       |
|  | Países Bajos         | 0           |                    |   |       |       |
|  | Países Bajos         | 0           | Portugal           | 1 |       |       |
|  | 12 de julio – Tiflis |             | Portugal           | 1 |       |       |
|  |                      | Inglaterra  | 2                  |   |       |       |
|  | Inglaterra           | Inglaterra  | 2                  | 1 |       |       |
|  | Inglaterra           |             |                    | 1 |       |       |
|  | República Checa      | 0           |                    |   |       |       |
|  | República Checa      | 0           |                    |   |       |       |

### Semifinales
| 12 de julio de 2018 | Portugal   | 1:0 (1:0) | Países Bajos | Estadio David Petriashvili, Tiflis        |                                           |
| 15:00 (UTC+4)       | Gedson 24' | Reporte   |              | Árbitro(s): Mads-Kristoffer Kristoffersen | Árbitro(s): Mads-Kristoffer Kristoffersen |

| 12 de julio de 2018 | Inglaterra   | 1:0 (0:0) | República Checa | Estadio Mikheil Meskhi, Tiflis |                          |
| 18:00 (UTC+4)       | Nmecha 90+3' | Reporte   |                 | Árbitro(s): Davide Massa       | Árbitro(s): Davide Massa |

### Final
| 15 de julio de 2018 | Portugal            | 1:2 (0:0) | Inglaterra               | Estadio Tengiz Burjanadze, Gori |                          |
| 18:00 (UTC+4)       | Sterling 56' (a.g.) | Reporte   | Suliman 50' · Nmecha 68' | Árbitro(s): Davide Massa        | Árbitro(s): Davide Massa |

|                       |
| Bandera de Inglaterra |
| Campeón               |
| Inglaterra            |
| 1.º título            |

## Estadísticas

### Tabla general
| Pos. | Selección       | Pts | PJ | PG | PE | PP | GF | GC | Dif. | Rend.  |
| ---- | --------------- | --- | -- | -- | -- | -- | -- | -- | ---- | ------ |
| 1    | Inglaterra      | 15  | 5  | 5  | 0  | 0  | 10 | 2  | 8    | 100%   |
| 2    | Portugal        | 10  | 5  | 3  | 1  | 1  | 7  | 5  | 2    | 66,66% |
| 3    | República Checa | 6   | 4  | 2  | 0  | 2  | 5  | 4  | 1    | 50%    |
| 4    | Países Bajos    | 4   | 4  | 1  | 1  | 2  | 5  | 4  | 1    | 33,33% |
| 5    | Georgia         | 3   | 3  | 1  | 0  | 2  | 2  | 4  | 2    | 33,33% |
| 6    | Alemania        | 3   | 3  | 1  | 0  | 2  | 5  | 8  | -3   | 33,33% |
| 7    | Suecia          | 1   | 3  | 0  | 1  | 2  | 4  | 6  | -2   | 11,11% |
| 8    | Bulgaria        | 1   | 3  | 0  | 1  | 2  | 1  | 6  | -5   | 11,11% |

### Goleadores
| Jugador         | Selección       | Goles | Minutos |
| --------------- | --------------- | ----- | ------- |
| Joël Piroe      | Países Bajos    | 3     | 98      |
| Ben Brereton    | Inglaterra      | 3     | 263     |
| Viktor Gyökeres | Suecia          | 3     | 270     |
| Ryan Sessegnon  | Inglaterra      | 3     | 435     |
| Lukas Nmecha    | Inglaterra      | 2     | 187     |
| Daniel Turyna   | República Checa | 2     | 253     |
| Rui Pedro       | Portugal        | 2     | 360     |

### Asistentes
| Jugador          | Selección       | Asist. | Minutos |
| ---------------- | --------------- | ------ | ------- |
| Mason Mount      | Inglaterra      | 4      | 437     |
| Sidney Friede    | Alemania        | 2      | 270     |
| Javairô Dilrosun | Países Bajos    | 2      | 357     |
| Dani de Wit      | Países Bajos    | 2      | 360     |
| Libor Holík      | República Checa | 2      | 360     |
| Michal Sadílek   | República Checa | 2      | 360     |